# Холопов, Георгий Константинович
Гео́ргий Константи́нович Холо́пов (1914—1990) — русский советский прозаик, главный редактор журнала «Звезда» в течение 34 лет. Член ВКП(б) с 1948 года.

## Биография
Родился 27 октября (9 ноября) 1914 год в Шемахе (ныне Азербайджан) в крестьянской семье. Армянин. Вскоре семья переехала в Баку, а в 1918 году бежала от турецкой оккупации в Астрахань, где от голода и болезней умерли отец, брат, сестра и дед с бабушкой. В 1920 году вернулся с матерью в Баку. В 1931 году окончил школу, уехал в Ленинград, работал слесарем. С 1932 года рабкор, писал для заводских газет. В 1934 году опубликовал первые рассказы, в 1936 году повесть о старообрядцах «Братья». Член СП СССР с 1939 года.
Участник Великой Отечественной войны: в июне 1941 — январе 1945 — корреспондент газеты 7-й армии «Во славу Родины», в январе—мае 1945 — корреспондент газеты 9-й гвардейской армии «В решающий бой». Участвовал в боях на территории Карелии, Австрии и Чехословакии. Закончил войну в звании капитана.
Главный редактор журнала «Звезда» в 1939—1940 и в 1957—1989 годах.
Политически он всегда был в высшей степени благонадёжным, верил, как и многие в ту пору, в торжество коммунизма, в правильность и незыблемость партийного руководства. Диссидентов и критиков режима считал антисоветчиками, без сомнений и колебаний подписывал коллективные письма против них.
Член Правления СП СССР в 1965—1967. С 1973 года первый секретарь правления Ленинградского отделения СП СССР.
Характер прозы Xолопова — чисто очерковый, не художественный, она излишне многословна, а вследствие строгого следования
принципу партийности в литературе часто малоправдоподобна.
В 1987 г. историческая экспертиза (по запросу дочери А. Г. Шляпникова) признала не соответствующими действительности факты, изложенные в книге Холопова «Грозный год» (про Астрахань 1918 года), книгу было рекомендовано не переиздавать.
Г. К. Холопов умер 31 декабря 1990 года в Ленинграде.

## Награды и премии
- орден Ленина (16.11.1984)
- 2 ордена Отечественной войны II степени (16.08.1944; 11.03.1985)
- 2 ордена Трудового Красного Знамени (21.06.1957; 12.11.1974)
- орден Красной Звезды (24.05.1945)
- орден «Знак Почёта» (08.12.1964)
- медали
- Государственная премия РСФСР имени М. Горького (1983) — за книгу рассказов, повестей и воспоминаний «Иванов день»

## Сочинения
- Братья // «Звезда», 1936, № 9
- Медвежий Лог // «Звезда», 1939, № 2
- дилогия о Кирове
  - Огни в бухте, 1947
  - Грозный год, 1955
- Гренада, 1962
- Докер, 1965
- Венгерская повесть // «Звезда», 1970, № 4
- Мозаика, 1973
- Десять лет работы // «Звезда», 1974, № 9
- Путешествие в Буркут // «Звезда», 1977, № 6
- Иванов день, 1977
- По ту сторону блокадного кольца, 1987

## Экранизации
- Берег юности (1969)
- Докер (1973)